# 마쓰야마촌 (후쿠시마현)
마쓰야마촌(松山村)은 후쿠시마현 야마군에 있던 촌이다. 현재의 기타카타시에 해당한다.

## 역사
- 1889년 4월 1일 - 정촌제 시행에 의해 3촌의 구역으로 성립하였다.
- 1954년 3월 31일 - 야마군 기타카타 정, 가미산미야 촌·이와쓰키 촌·세키시바 촌·구마쿠라 촌·게이토쿠 촌·도요카와 촌과 합병해 기타카타시가 성립하여, 동일 기타카타정이 폐지되었다.

## 교통

### 철도
- 일본국유철도 반에쓰사이 선

## 참고문헌
- 角川日本地名大辞典 7 福島県